# Müzeyyen Senar
Müzeyyen Senar (Gököz, Keles, 16 luglio 1918 – Smirne, 8 febbraio 2015) è stata una cantante turca di musica classica ottomana, nota come "Diva della Repubblica".

## Biografia
Müzeyyen Dombayoğlu è nata nel 1918 nel villaggio di Gököz, nel distretto di Keles della provincia di Bursa, nell'allora Impero Ottomano . Aveva due fratelli maggiori İsmet e Hilmi. All'età di cinque anni, ha sviluppato una balbuzie: il suo disturbo del linguaggio è durato fino all'età adulta, anche se, come di solito accade con gli artisti, non ha influito sulla sua voce cantata.  A sei anni, conoscendo a memoria la maggior parte delle canzoni popolari , cantava in riunioni di famiglia e cerimonie nuziali. 

## Carriera
Senar ha iniziato la sua carriera musicale nel 1931, entrando nell'Anadolu Musiki Cemiyeti ("Anatolia Musical Association"): dopo aver iniziato a esibirsi a Radio Istanbul di TRT, nel 1933 ha debuttato sul palco in un talent show estivo in una delle sale da musica più importanti di Istanbul. Ha continuato quindi le sue esibizioni in altre rinomate sale da musica. Il suo canto è stato spesso anche molto ammirato dal fondatore della Repubblica Turca, Mustafa Kemal Atatürk. 
Nel 1938, si recò ad Ankara per esibirsi nella nuova stazione radio di proprietà statale. Nel 1941 tornò a Istanbul per tenere concerti in vari locali notturni. Nel 1947, Senar diede il suo primo concerto all'estero a Parigi, in Francia. Con la sua voce e il suo stile, ha aperto una nuova era della musica classica turca. Si ritirò dal canto attivo nel 1983, apparendo nel suo spettacolo finale in una sala da musica popolare a Bebek, Istanbul.
Nel corso della sua carriera fu anche apprezzata attrice.

## Riconoscimenti
Nel 1998, è stata insignita dello State Artist Award. Su iniziativa del suo allievo, il famoso cantante di musica classica turca, Bülent Ersoy , si è tenuta una mostra di fotografie  intitolata "Cumhuriyetin Divası: Müzeyyen Senar" ("Müzeyyen Senar, la Diva della Repubblica"): la mostra si è tenuta ad Ankara il 29 ottobre 2009, il Giorno della Repubblica della Turchia .